# The Triangle (film, 1912)
Pour les articles homonymes, voir The Triangle.
Pour plus de détails, voir Fiche technique et Distribution.
The Triangle est un film muet américain réalisé par Colin Campbell et sorti en 1912.

## Fiche technique
- Réalisation : Colin Campbell
- Scénario : Colin Campbell
- Production : William Nicholas Selig
- Date de sortie : États-Unis : 28 novembre 1912

## Distribution
- Tom Santschi
- Herbert Rawlinson
- Bessie Eyton